# Acontias breviceps
Acontias breviceps är en ödleart som beskrevs av Essex 1925. Acontias breviceps ingår i släktet Acontias och familjen skinkar. IUCN kategoriserar arten globalt som nära hotad. Inga underarter finns listade i Catalogue of Life.
Arten förekommer med två från varandra skilda populationer i östra Sydafrika. Honor lägger inga ägg utan föder levande ungar.